# 134146 Pronoybiswas
134146 Pronoybiswas este o planetă minoră (asteroid), cu un diametru de 4,898 km, din centura de asteroizi. A fost descoperită pe 13 ianuarie 2005 la Catalina Station⁠(d) de Catalina Sky Survey. 
Obiectul prezintă o orbită caracterizată de o semiaxă mare de 3,0693405470454 UAi, o excentricitate de 0,07, o înclinație de 13 ° în raport cu ecliptica.